# Tökéletes úriember
| Tökéletes úriember                        | Tökéletes úriember                        |
| Kattints az alábbi külső linkek egyikére! | Kattints az alábbi külső linkek egyikére! |
| ----------------------------------------- | ----------------------------------------- |
| Nem található szabad kép.(?)              |                                           |
| külső link · jogvédett                    | A film eredeti plakátja (MovieWeb)        |
| külső link · jogvédett                    | A film magyar plakátja (Cdn.Shopify)      |

Tökéletes úriember (eredeti címe Un monsieur de compagnie) egy 1964-ben bemutatott színes francia–olasz filmvígjáték, Philippe de Broca rendezésében, Jean-Pierre Cassel, Irina Demick és Catherine Deneuve főszereplésével.

## Cselekmény
Az ifjú Antoine Mirliflor „jó házból való úrifiú”. Árva gyerek, gazdag nagyapja kastélyában él fényűző, tétlen, gondtalan életet, kiskora óta. Számára magától értetődik az ingyen luxus. Hozzászokott, hogy bármihez hozzájuthat anélkül, hogy a kisujját kellene mozdítania érte. Idejét főleg semmittevéssel, ábrándozással tölti. Egyszer nagyapjával a kastélytónál pecázgatva Antoine elszundít és szörnyű rémálmot lát: egy kohászati üzemben végez nehéz fizikai munkát, izzó vasakat kovácsol verejtékezve. Nagyapja felébreszti, és Antoine megkönnyebbülten pecázik tovább.
Egyszer azonban a nagyapa meghal, minden vagyonát elviszik a hitelezők és az adóhivatal, Antoine egycsapásra magára marad, pénz nélkül, vagyontalanul. Pénzforrása elapadt, kénytelen valami megélhetés után nézni. Öntudatosan visszautasítja, hogy „munkát” keressen, ahhoz túl kényelmes és lusta. Tudja magáról, hogy igen vonzó, sármos fiatalember, ezt az adottságát óhajtja kamatoztatni.
A párizsi Montmartre-on találkozik az utcai árusként dolgozó Balthasarral és barátnőjével, Nicole-lal. Szédítéssel, udvarlással, hízelgéssel elámítja őket, beköltözik lakásukba és eltartatja magát velük. Amikor Bathasarék megelégelik, hogy a naplopó kihasználja őket és megpróbálják valami hasznos munkára fogni, Antoine sértődötten odébb áll, hogy új palimadarat keressen, akivel eltartathatja magát.
Találkozik egy igazi pénzes herceggel, aki játszótársat keres modellvasútjához. Antoine-t beköltözik a herceg palotájába, hogy együtt játszhassanak, közben úri ellátást kap, a szobalányt is elcsábítja. A vasúti menetrendet szigorúan követő életmódot azonban fárasztónak találja, és továbbáll. Vasutas egyenruháját kihasználva Rómába kerül. Egy festőiskolában aktmodellként próbálkozik, hogy egyetlen tőkéjéből, meztelen testéből profitáljon. A csinos festőlányok iránt felhorgadó lelkesedése azonban jól láthatóvá teszi férfias szándékait, nevetségessé válik és elmenekül. Elcsábítja Mariát, a pék feleségét, akinél teljes ellátást kap éjszakánként, amíg a férj dolgozik. Beáll egy gyászmenetbe, távoli rokonnak hazudva magát. Benvenuto, a családfő befogadja, de Antoine szemet vet mind a négy lányára, ezért kiadja az útját. Egy londoni árverésen a milliárdos Socratès és felesége felfigyel rá, segítségükkel Antoine kiadja a semmittevésről szóló könyvét, csupa üres oldallal, egyetlen betű nélkül. Népszerű „celebbé” válik, léha életet él. Végül rátalál igaz szerelmére, Isabelle-re, a gyári munkáslányra, akit elvesz feleségül. Boldogan élnek, sok gyerekkel, Antoine megjavul, gyárban dolgozik, nehéz fizikai munkát végez, izzó acélt kovácsol verejtékezve. Aztán felébred és megkönnyebbül: csak rémálmában kellett dolgoznia, valójában csupán elszundított, és továbbra is ott ül nagyapja mellett a kastélytó partján és nyugodtan pecázhat tovább.

## Szereposztás
A film 1968-ban került a magyar mozikba, eredeti nyelven, magyar feliratozással. Magyar szinkronizálásáról nincs információ.
| Szerep             | Színész              | Magyar hangja |
| ------------------ | -------------------- | ------------- |
| Antoine Mirliflor  | Jean-Pierre Cassel   | N/A           |
| Antoine nagypapája | André Luguet         | N/A           |
| Balthazar          | Jean-Pierre Marielle | N/A           |
| Nicole             | Irina Demick         | N/A           |
| Isabelle           | Catherine Deneuve    | N/A           |
| Clara              | Annie Girardot       | N/A           |
| Louisette          | Valérie Lagrange     | N/A           |
| Maria              | Sandra Milo          | N/A           |
| A herceg           | Jean-Claude Brialy   | N/A           |
| Benvenuto          | Adolfo Celi          | N/A           |
| Socratès           | Marcel Dalio         | N/A           |

## Fogadtatás
A filmet a kritika vegyesen fogadta. A német Lexikon des internationalen Films szerint De Broca ötletesen mutatja be az ellenállhatatlanul sármos, könnyű életre vágyó semmittevő fickót, akit az ifjú Jean-Pierre Cassel tökéletesen formál meg. A rendező egyértelműen vonzó és pozitív hősnek állítja ezt a karaktert, és a lebzselő munkakerülőt hősként ábrázolja.

## További információ
- Tökéletes úriember a PORT.hu-n (magyarul)
- Tökéletes úriember az Internet Movie Database-ben (angolul)
- Tökéletes úriember a Rotten Tomatoeson (angolul)
- Tökéletes úriember a Box Office Mojón (angolul)
- Un monsieur de compagnie (francia nyelven). AlloCiné (allociné.fr)
- Tökéletes úriember (1964) (magyar nyelven). TMDB (The MovieWeb Adatbázis)
- Un monsieur  de  compagnie (1964) (angol nyelven). British Film Institute (Collections BFI.org.uk)